# Dormans

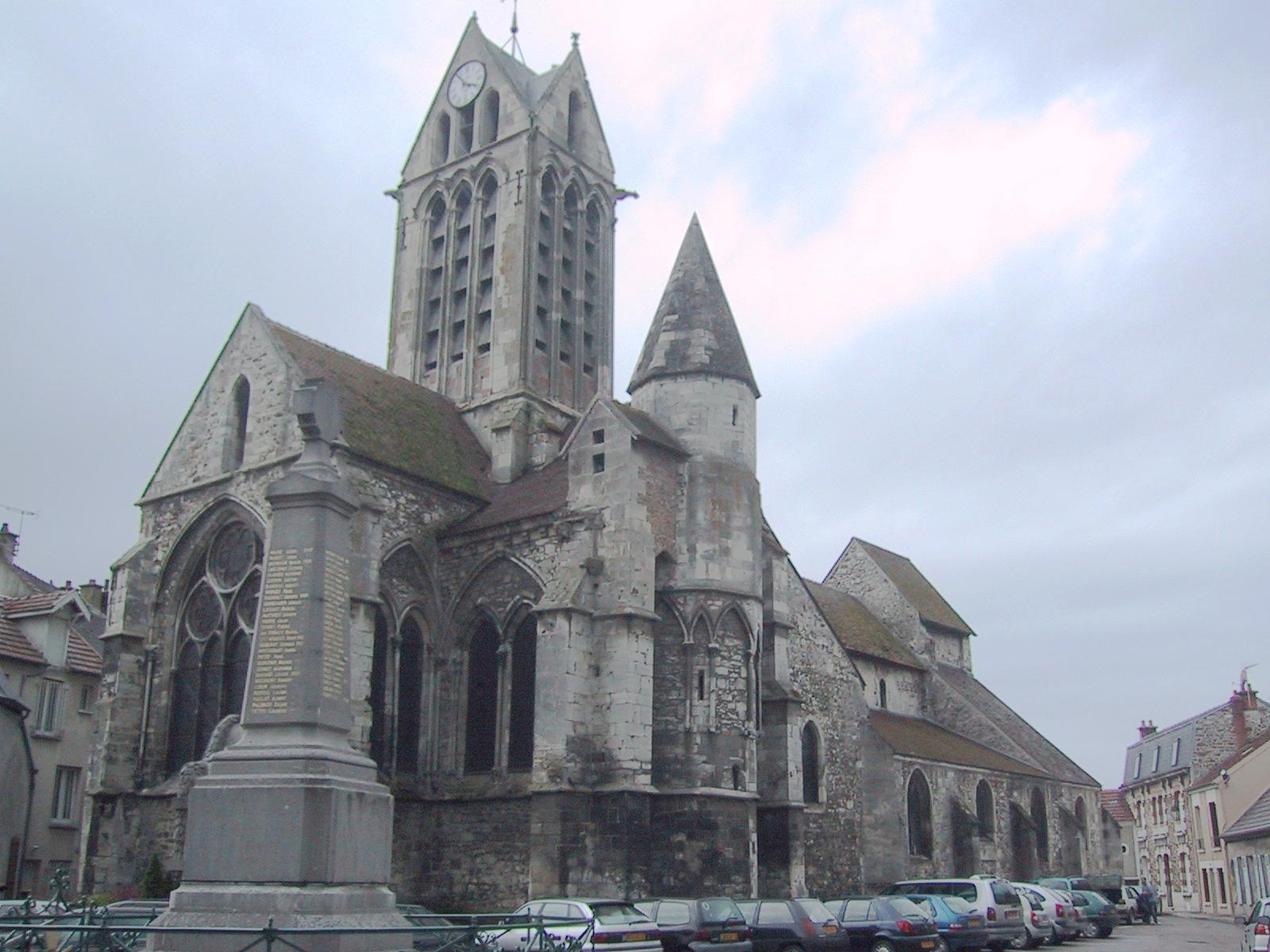
Kościół w Dormans

Dormans – miejscowość i gmina we Francji, w regionie Grand Est, w departamencie Marna.
Według danych na rok 1990 gminę zamieszkiwało 3125 osób, a gęstość zaludnienia wynosiła 138 osób/km².